# Lúcio José dos Santos
Lúcio José dos Santos, mais conhecido por Lúcio dos Santos (Cachoeira do Campo, 27 de julho de 1875 — Belo Horizonte, 1944) foi um engenheiro, professor e historiador brasileiro.

## Biografia
Lúcio dos Santos formou-se em Engenharia Civil e de Minas na Escola de Minas de Ouro Preto, sendo, posteriormente, professor naquela instituição. Lecionou também em vários estabelecimentos de ensino secundário de Minas Gerais. Diplomou-se em Direito na Universidade de São Paulo, em 1908. Em 1922 foi nomeado professor da Escola de Engenharia da Universidade de Minas Gerais (atual UFMG).
Em 1924 ocupou o cargo de Diretor da Instrução Pública do Estado, o equivalente atual a Secretário de Educação.
Foi nomeado reitor da Universidade de Minas Gerais durante o período entre março de 1931 a maio de 1933. Durante a vida foi condecorado em diversos países e produziu obras científicas importantes.
Encontra-se colaboração da sua autoria na revista luso-brasileira Atlantida (1915-1920).

## Livros publicados

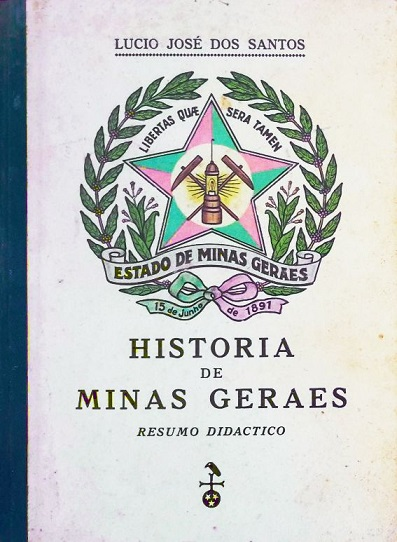
História de Minas Gerais, de Lucio José dos Santos

- O Cristianismo e a Atualidade, 1912.
- A Historicidade da Existência Humana de Jesus Cristo, 1924.
- História de Minas Gerais: Resumo Didático, 1926.
- A Inconfidência Mineira: Papel de Tiradentes na Inconfidência Mineira, 1927.
- Sobre o Divórcio, 1933.
- A Eucaristia, 1936.
- Filosofia, Pedagogia, Religião, 1936.

### Traduções
- O Espiritismo (1930), J. Godfrey Raupert.